# Adil Nağıyev
Adil Nağıyev (Baku, 11 settembre 1995) è un calciatore azero, difensore svincolato.

## Carriera

### Club
Ha giocato nella prima divisione azera.

### Nazionale
Dopo aver giocato numerose partite con le nazionali giovanili azere, nel 2016 ha giocato una partita in nazionale maggiore.